# 578 Happelia
578 Happelia este un asteroid din centura principală, descoperit pe 1 noiembrie 1905, de Max Wolf.